# 奧爾梅多縣 (馬納比省)
1°24′S 80°12′W / 1.400°S 80.200°W
奧爾梅多縣（西班牙語：Cantón Olmedo），是厄瓜多爾的縣份，位於該國西部，由馬納比省負責管轄，面積253平方公里，每年平均降雨量1,300毫米，2001年人口9,243，人口密度每平方公里36.53人。